# Propomacrus bimucronatus
Propomacrus bimucronatus — жук из подсемейства Euchirinae Пластинчатоусых жуков.

## Описание
Длина тела самца 35 − 45 мм, самки — 25 — 40 мм. Длина передних ног самца до 44 мм.
Тело большое, продолговатое, умеренно выпуклое, слабо блестящее, почти матовое, черного цвета. Надкрылья красновато-буро-чёрные, нижняя сторона тела черно-бурая, ноги снизу блестящие, тёмные, с более или менее сильным красно-бурым оттенком, особенно на бедрах.
Переднеспинка у самца гораздо более широкая, чем у самки, немного уже основания надкрылий. Её задние углы
острые, шиловидные, несколько выступающие наружу. Надкрылья продолговатые, у самца более широкие, чем у самки, со слегка закругленными боками и выраженными плечевыми буграми.
Ноги очень длинные. Бедра с редкими точками и волосками. Передние бедра самца сильно удлинены, на переднем крае возле середины с довольно сильным зубцом; у самки передние бедра нормальной длины, спереди без зубца.

## Ареал
Европейская Турция (Стамбул), Кипр, Греция, западная и южная части Малой Азии, Сирия

## Размножение
Личинки   развиваются в дуплах и в древесной трухе.